# Poisson-papillon ocellé
Chaetodon ocellatus
Espèce
Synonymes
- Chaetodon bimaculatus Bloch, 1790
- Sarothrodus amplecticollis Poey, 1868
- Sarothrodus ataeniatus Poey, 1868
- Sarothrodus maculocinctus Gill, 1861[1]

Statut de conservation UICN

 LC  : Préoccupation mineure
Le Poisson-papillon ocellé ou Poisson-papillon du nord (Chaetodon ocellatus) est une espèce de poissons de la famille des Chaetodontidae.

## Description
Le poisson-papillon ocellé mesure entre 10 et 15 cm à l'âge adulte. Il est blanc argenté avec des nageoires jaune vif, à l'exception des nageoires pectorales. Le haut de l'opercule branchial est bordé de jaune. Une bande noire traverse sa tête. Pendant la nuit, une large tache noire apparaît sur le milieu de son corps.

## Répartition et habitat
Cette espèce est native de l'Atlantique, au nord-ouest, sud-ouest et centre-ouest.
Elle se rencontre généralement en couple dans les eaux peu profondes du récifs coralliens et des rochers,. On le trouve entre 3 et 18 m de profondeur.

## Alimentation
Le poisson-papillon ocellé se nourrit de divers invertébrés benthiques notamment d'anémones, de zoanthaires, de vers polychètes, de gorgones et de tuniciers.

## Reproduction
Cette espèce est gonochorique (les individus sont d'un seul sexe, qui ne changera pas au cours de leur vie) et peut se reproduire toute l'année. La maturité sexuelle est atteinte à une taille de 9 cm environ. Les couples restent ensemble toute leur vie. Le frai a lieu au crépuscule. Les deux partenaires remontent près de la surface et libèrent les gamètes simultanément dans l'eau.

## Zoo
- L'Aquarium de Paris - Cinéaqua Trocadéro détient au moins un spécimen.

## Statut IUCN
Cette espèce de Chaetodontidae est classé Préoccupation mineur (LC) sur la liste rouge des espèces menacées IUCN du fait de sa zone de répartition très répandu et commune dans plusieurs aires protégées.

## Galerie

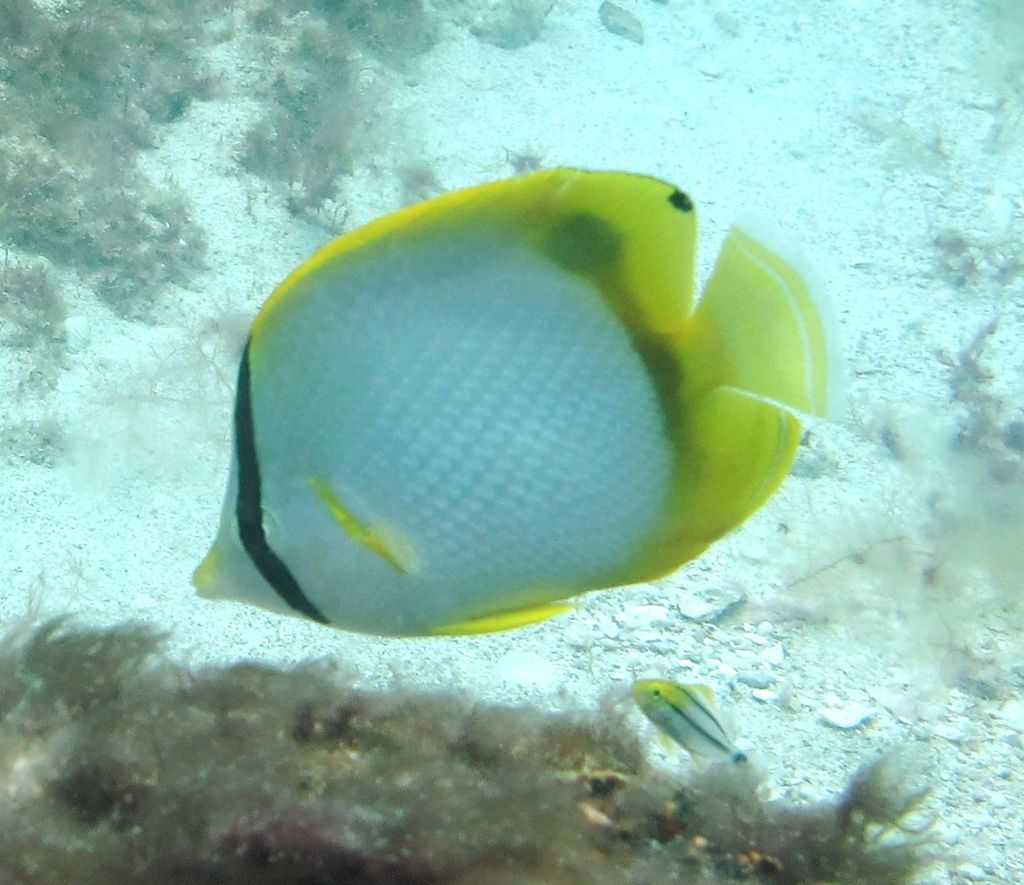
individu sauvage à Madagascar
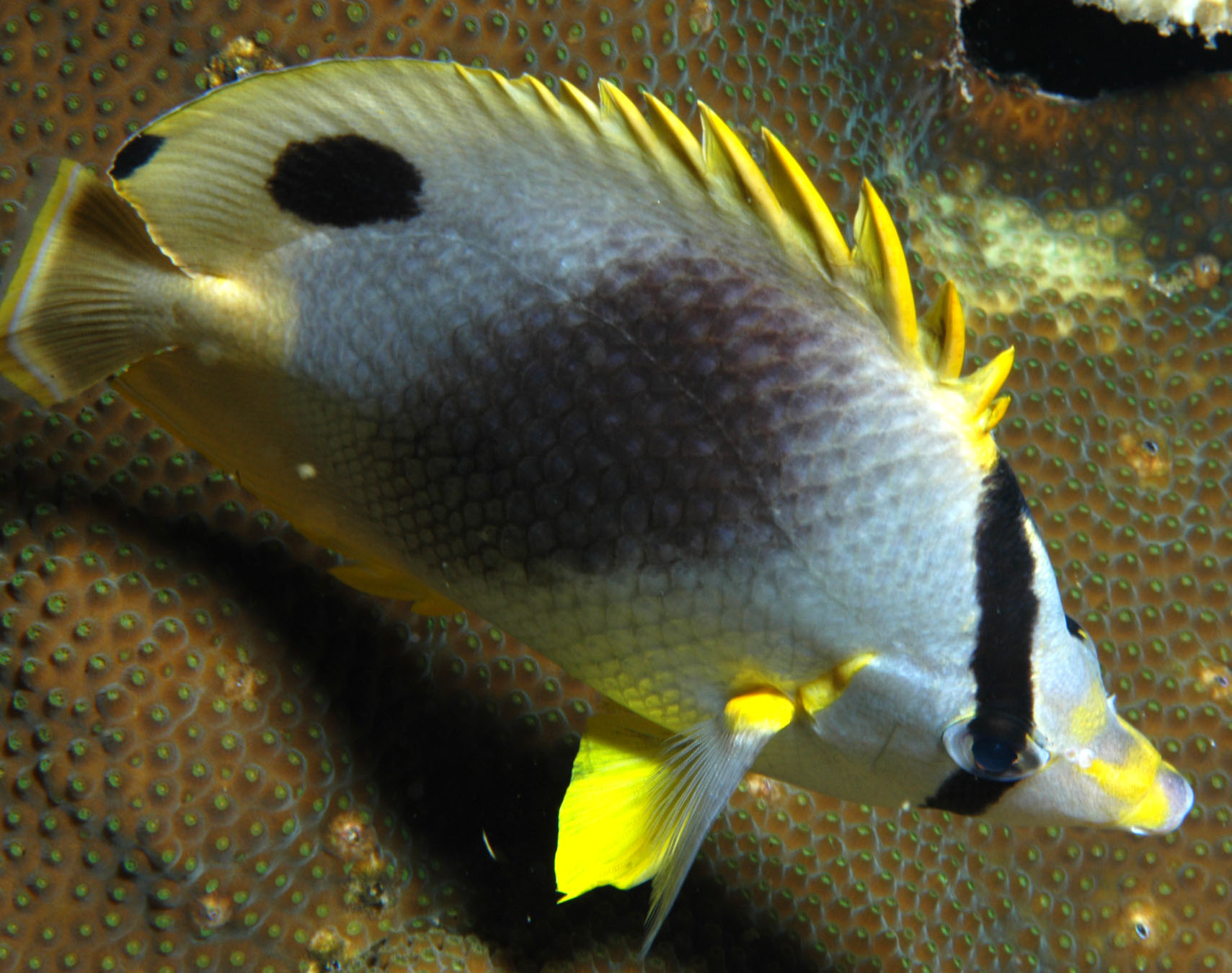
livrée pendant la nuit
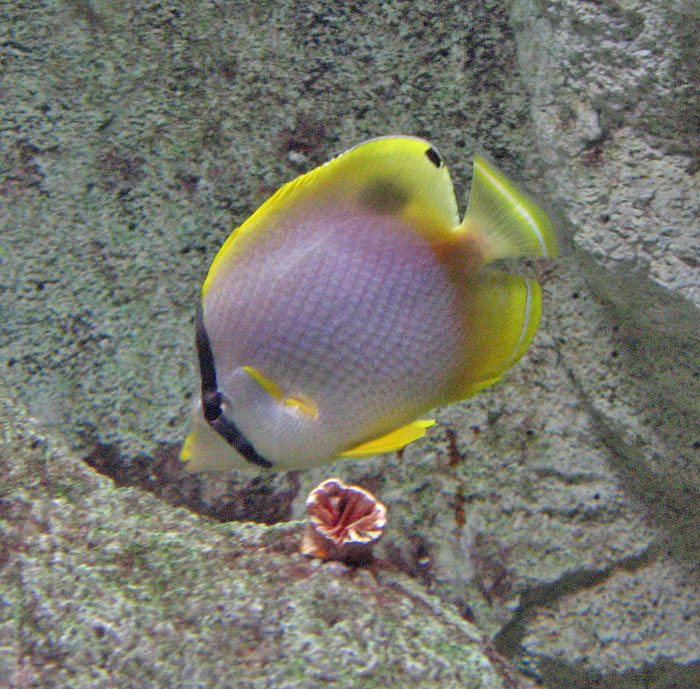